# Paphinia seegeri
Espèce
Paphinia seegeri est une espèce de plantes à fleurs de la familles des orchidées et de la sous-tribu des Stanhopeinae.

## Étymologie
Nom donné en hommage à Hans-Gerhardt Seeger, responsable des orchidées du Jardin botanique d’Heidelberg jusqu’en 2002.

## Diagnose
Differt ab omnibus speciebus adhuc notis emergentiis apicis labelli brevibus verrucosis et floribus paene clausis translucenter albis roseo-maculatis. Habitus aliis speciebus generis Paphinia similis. Inflorescentia pendens. Tepala inter se clinata, translucenter alba maculis striisque pallidi-roseis. Labellum rubinum, bipartitum ; hypochilium glabrum lobis falcatis sursumflexis apicibus acutis apichilium versus attentis ; callus cristatus, variabilis, hypochilio emergens supra epichilium porrigens ; epichilium superficie aspera, triangulum, dimidia parte anteriore emergentiis clavatis verrucosis albis usque ad 2 mm longis marginatum. Columna procera flexa alis rotundatis, rostellum tridentatum, pollinarium generis.
- Gerlach. Die Orchidee 40: 17 (1989).

## Répartition et biotope
Ouest de la Colombie.